# Brzozowie
Brzozowie (1921–1945 deutsch: Birkhagen, davor Brzesowie, tschechisch Březová) ist ein Ortsteil der Stadtgemeinde Kudowa-Zdrój (Bad Kudowa) in der Woiwodschaft Niederschlesien in Polen.

## Geographie
Brzozowie liegt im äußersten Westen des Powiat Kłodzki. Nachbarorte sind Słone (Schlaney bzw. Schnellau) im Norden, Kudowa-Zdrój, Zakrze (Sackisch) und Jeleniów (Gellenau) im Nordosten sowie Lewin Kłodzki (Lewin) und Jarków (Järker) im Südosten. Jenseits der Landesgrenze zu Tschechien liegen Borová im Südosten, Česká Čermná im Süden, Dobrošov im Südwesten und Náchod im Westen.

## Geschichte
Das erstmals im Jahre 1400 erwähnte „Brzezowicz“ gehörte damals zur Herrschaft Nachod im altböhmischen Königgrätzer Kreis. Weitere Bezeichnungen waren Brzezow (1497), Przezowie, Birkwitz (1602) und Bertzesowy (1653). Die Schreibweise Brzesowie, die bis 1921 verwendet wurde, ist bereits 1631 nachgewiesen. Die Ortsbezeichnung leitet sich vom Tschechischen „Bříza“ (Birke) ab.
Brzesowie bildete zunächst eine Einheit mit dem nördlich liegenden Schlaney, zu dessen Lehngut es gehörte, das aus einem Vorwerk (poplužní dvůr) bestand und ebenfalls zur Herrschaft Nachod untertänig war. Ein weiteres Mal wurde es 1477 urkundlich erwähnt, als Herzog Heinrich d. Ä., dem seit 1472 die Herrschaften Nachod und Hummel sowie die Grafschaft Glatz gehörten, das Kirchspiel Lewin und die Dörfer des später als Böhmischer Winkel bezeichneten Gebiets, in seine Grafschaft Glatz inkorporierte. 1497 wurde auch Brzesowie zusammen mit dem Schlaneyer Vorwerk in die Herrschaft Hummel eingegliedert. Nach der Auflösung der Herrschaft Hummel in der zweiten Hälfte des 16. Jahrhunderts gehörte Brzesowie der Böhmischen Kammer. Sie verkaufte 1601 den größeren Teil des Dorfes zusammen mit Schlaney an die Stadt Nachod, während der restliche Teil, für den für das Jahr 1612 zwei Mühlen sowie zwei Bauernstellen nachgewiesen sind, Kammergut blieb. Nach der Berní rula von 1653 bestand damals der zu Nachod gehörende Teil, für den die Kontribution an die Grafschaft Glatz abgeführt wurde, aus fünf Bauern, sechs Chalupnern und zwei Gärtnern. Der zur königlichen Kammer gehörende Teil bestand aus zwei Bauern und drei Chalupnern. Diesen Teil verkaufte Kaiser Leopold I. in seiner Eigenschaft als König von Böhmen 1684 ebenfalls an die Stadt Náchod. Sie verband den Brzesowier Grundbesitz mit dem seit 1601 in ihrem Eigentum befindlichen Dominium in Schlaney. Im Gegensatz zu den anderen Dörfern des Böhmischen Winkels sind die in der Berní rula verzeichneten Familiennamen fast ausschließlich deutsch (z. B. Siegel, Weber, Knappe, Kraut, Bickner, Steyer, Lehmann, Gölmann, Ringel, Bittner).
Zusammen mit der Grafschaft Glatz fiel Brzesowie nach dem Ersten Schlesischen Krieg 1742 und endgültig nach dem Hubertusburger Frieden 1763 an Preußen. Nach der Neugliederung Preußens gehörte es seit 1815 zur Provinz Schlesien und war ab 1816 dem Landkreis Glatz eingegliedert, mit dem es bis 1945 verbunden blieb. Seit 1874 gehörte es zum Amtsbezirk Schlaney, der 1924 in Amtsbezirk Sackisch umbenannt wurde. Bereits 1921 erfolgte auf Wunsch der einheimischen Bevölkerung die Umbenennung von Brzesowie in „Birkhagen“. 1939 bestand Birkhagen aus 414 Einwohnern. Durch seine geographische Lage und seine frühere Zugehörigkeit zur Herrschaft Nachod hatte es starke wirtschaftliche und kulturelle Bindungen an Böhmen, wobei im Gegensatz zu den benachbarten Dörfern des Böhmischen Winkels nicht das altertümliche Tschechisch, sondern eine glätzisch-deutsche Mundart vorherrschend war.
Als Folge des Zweiten Weltkriegs fiel Birkhagen wie fast ganz Schlesien 1945 an Polen und wurde zunächst in Brzozowice, dann in Brzozów und später in „Brzozowie“ umbenannt. Die deutsche Bevölkerung wurde, soweit sie nicht vorher über die nahe Landesgrenze in die Tschechoslowakei geflohen war, weitgehend vertrieben. Die neu angesiedelten Bewohner waren teilweise Zwangsumgesiedelte aus Ostpolen, das an die Sowjetunion gefallen war. 1970 wurde Brzozowie nach Kudowa-Zdrój eingemeindet und gehörte 1975–1998 zur Woiwodschaft Wałbrzych (Waldenburg). Nach der politischen Wende von 1989 wurde die seit alten Zeiten bestehende Wegverbindung nach Česká Čermná, die seit 1945 während der Zeit der kommunistischen Herrschaft geschlossen war, geöffnet.

## Kirchliche Zugehörigkeit
Brzesowie gehörte seit alten Zeiten zum Kirchspiel St. Laurentius in Nachod, das zunächst zum ostböhmischen Dekanat Dobruška in der Diözese Prag eingegliedert war. Nach Errichtung des Bistums Königgrätz 1664 bildete Nachod ein eigenes Dekanat in diesem. 1730 erteilte der Königgrätzer Bischof Wenzel Franz Karl Košinský von Košín der Nachoder Pfarre die Erlaubnis zur Spendung des Sakraments in ihrer Filialkirche von Brzesowie. Nachdem die Grafschaft Glatz 1763 an Preußen gefallen war, wurden auch die kirchlichen Grenzen den politischen angepasst. Brzesowie wurde deshalb im Jahre 1780 zum Kirchspiel Tscherbeney umgepfarrt und damit dem Dekanat Glatz angegliedert, das bis 1972 zur Erzbistum Prag gehörte. 1972–2004 gehörte Brzezowie zum Erzbistum Breslau, seit 2004 ist das Bistum Świdnica (Schweidnitz) zuständig.

## Sehenswürdigkeiten
- Die Filialkirche St. Peter und Paul wurde 1716–1718 als Stiftung des einheimischen Leinwandhändlers George Baudisch (1671–1742) errichtet, an den ein Epitaph vor dem seitlichen Marienaltar erinnert. Auf dem zugleich angelegten Kirchhof wurden bis 1780 auch die Verstorbenen aus dem benachbarten Schlaney bestattet.[6] 1913 wurde das Kirchenschiff verlängert und an der Ostseite eine Sakristei angebaut. Im Hauptaltar befindet sich ein Gemälde mit den Patronatsheiligen, die auch auf den Durchgangspforten auf beiden Seiten des Altars dargestellt werden. Diese Skulpturen sollen aus der St.-Johannes-Kirche in Staré Město nad Metují (Altstadt) hierher überführt worden sein. Links und rechts des Altargemäldes befinden sich die Figuren der hll. Katharina und Barbara. Die Kanzel ist mit Bildern der vier Kirchenlehrer Gregor, Augustinus, Hieronymus und Ambrosius verziert. Die ehemaligen Gemälde der vierzehn Kreuzwegstationen sind nicht mehr vorhanden; sie sollen nach dem Zweiten Weltkrieg in eine Breslauer Kirche überführt worden sein. Der Glockenturm mit einer achteckigen Zwiebelhaube wurde 1731 errichtet, die Turmuhr 1911 von dem in Brzesowie geborenen emeritierten Tscherbeneyer Pfarrer Julius Beck gestiftet. In den 1990er Jahren wurde die Kirche mit finanzieller und aktiver Hilfe der ehemaligen deutschen Einwohner und außen originalgetreu renoviert.
- Nördlich liegt die Waldkapelle „Zur schmerzhaften Muttergottes“ (Leśna kapliczka Matki Boskiej Bolesnej). Sie wurde 1887 an der Stelle einer kleinen Holzkapelle nach Entwurf des Münchner Architekten Joseph Elsner errichtet.
- Auf der westlich gelegenen 622 m hohen Böhmischen Koppe befindet sich ein Aussichtsturm, der eine weite Aussicht in das Kudowaer Tal sowie auf Lewin und Umgebung bietet.
- Festung Dobrošov

## Persönlichkeiten
- Elias Siegel (1848–1914), Mundartdichter[7]